# Julie Kalceff
Julie Kalceff est une réalisatrice, scénariste et productrice australienne. 

## Filmographie

### Comme réalisatrice
- 2012 : The Newtown Girls (série télévisée) (4 épisodes)
- 2012 : The Washing Machine (court métrage)
- 2013 : Move (court métrage)
- 2014 : Trish's Top Tips (court métrage)
- 2014-2016 : Starting From … Now! (série télévisée) (30 épisodes)
- 2017 : First Day (téléfilm)

### Comme scénariste
- 2008 : Les Voisins (Neighbours) (série télévisée) (6 épisodes)
- 2012 : The Newtown Girls (série télévisée) (4 épisodes)
- 2012 : The Washing Machine (court métrage) (story) / (writer)
- 2013 : Move (court métrage) (writer)
- 2014 : Trish's Top Tips (court métrage)
- 2014-2016 : Starting From … Now! (série télévisée) (29 épisodes)
- 2017 : First Day (téléfilm)

### Comme productrice
- 2012 : The Washing Machine (court métrage)
- 2013 : Move (court métrage)
- 2014 : Trish's Top Tips (court métrage)
- 2014-2016 : Starting From … Now! (série télévisée) (30 épisodes)

### Comme actrice
- 2010 : Jucy : un invitée à la soirée